# Salamon és Markalf
A Salamon és Markalf történetét tartalmazó szórakoztató népkönyv a 16. század közepétől a 19. század végéig a köznép kedvelt olvasmánya. Egyben az egyik első fennmaradt nyomtatvány, amiben a közember alakja megjelenik.

## Eredete
A történet a 10. század körül keletkezhetett. Legkorábban francia és német területeken bukkant fel, de pontos eredetét eddig még nem sikerült megállapítani. Magyarországra a 15. században közepén kerül. Váradi Péter már 1492-ben hivatkozik Markalf egyik mondatára egy levelében, de Tinódi is említi 1548-ban: 

„„Meg sem mosdik borzas fővel tizenhatodik, / Az konyára, az pincébe ottan béesik, / Ha meglátod mint Markalfot, bolondoskodik.””

– Sokféle részegösről

## Salamon királynak, az Dávid király fiának Markalffal való tréfabeszédének rövid könyve
A mű cselekményének alapját a bibliai Salamon király története képezi (Királyok könyve 1. rész, Példabeszédek könyve) de Salamon-ellenes. Tulajdonképpen Markalf, a talpraesett közember megtestesítője, a pozitívabb karakter (megannyi negatív vonása ellenére is). Ő betartja a szavát, ha sokszor máshogy is értelmezi a helyzetet, mint a király, aki viszont nem adja meg az előre megígért jutalmat Markalfnak. Sőt, haragjában elüldözi, később akasztófára is küldi pimasz vetélytársát.

### Az első kiadásról
Első ismert kiadása 1577-ből származik. Ez Kolozsvárott, Heltai nyomdájában készült, s aztán a 19. század végéig számos újabb kiadása jelent meg.
A Salamon és Markalf nem egy remekmű. A korban születtek ennél jobb írások is, mégis fontos vele foglalkozni, mert mint jelenség nagy szerepe van.

### A fordításról
A 19. század végén Ferenczi Zoltán szerint Heltai Gáspár fordította le, egyaránt használva a latin és német nyelvű szöveget. Ugyanezen a véleményen volt Toldy Ferenc, Beöthy Zsolt és Imre Sándor is; Kanyaró Ferenc azonban ezt valószínűtlennek tartotta, mert Heltai 1574-ben elhunyt, és az első kiadás csak 1577-ben jelent meg; szerinte a fordító vagy Heltai Gáspár fia, vagy a kolozsvári iskolának valamelyik szász származású tanára lehetett. Fordítóként szóba került még Valkai András, és Bornemisza Péter is. Az is felvetődött, hogy Heltai csak a bevezetőt írta.

### Tartalma
- Az előszóban a szerző arra hívja fel a figyelmet, hogy a tréfás történetek is hasznunkra váló tanulságokat tartalmaznak.

A történet három részre osztható:
- Mikor Salamon megtudja, hogy azon a vidéken jár egy rút és iszonyú, de igen ékesen szóló ember, maga elé hívatja, hogy bebizonyítsa: természetesen ő az okosabb. Ennek megfelelően a mű első részében Salamon a Példabeszédekben megszokott bölcsességeket mond Markalfnak, aki a maga népies módján megfelel rájuk. (Ezek a gondolatok nincsenek összefüggésbe ágyazva. Sokszor érezzük úgy, hogy a párbeszéd egyes részei nem következnek az előzőekből, bár lehet, hogy csak azért, mert az elemeket összefűző metaforikus háló megkopott. Az idők folyamán valószínűleg elvesztek olyan jelentésrétegek, amik segítenék az összekötést.)
- A második részben Markalf eszét teszi próbára a király, mikor számon kéri rajta néhány korábbi kijelentését, amik elsőre talán lehetetlennek hangzanak, de Markalf ezeket a próbákat is ügyesen kiállja.
- A harmadik részt is próbatételek kísérik végig, de itt a fő motívum a nő lesz. Salamon elkezdi dicsérni a szebbik nemet, de Markalf véleménye ettől erősen eltérő. Megígéri Salamonnak, hogy „im mostan dicsired őket, de minekelőtte elalunál, viszontag szidalmazod őket.” Ezt úgy éri el, hogy elterjeszt egy rémhírt, miszerint a király parancsára minden férfi hét feleséget kell vegyen magának. Erre a nők (hétezren!) szó szerint megtámadják a királyt, mire ő – ahogy Markalf előre eltervezte – elkezdi ócsárolni az asszonyokat. Bezzeg, mikor megtudja, hogy mindez Markalf mesterkedése, újra ékesszólóan áradozik a nőkről, Markalfot pedig elkergeti. Sőt, mikor az újabb csínyt követ el, akasztófára küldi. Az elmés paraszt csak annyit kér, hogy maga választhassa meg a fát, amire felakasztják, de sehol se talál alkalmasat. Salamon végül inkább megajándékozza, csak hogy ne lássa többé.

### Hatása
- A Salamon és Markalf olyan nagy hatással volt a népnyelvre, hogy sok olyan közmondás, szófordulat él még ma is a tájnyelvekben, ami ide vezethető vissza.
- Történetei is fel-fel bukkannak más szövegkörnyezetben. Markalf akasztófakeresése például megjelenik Pázmány Péter Kalauzában, de Kazinczy is használja kifogásként.

## Magyar nyelvű kiadások
- több kiadás 1577-től kezdve
- újabb kiadásokː
  - Salamon és Markalf – Salamon királynak, az Dávid király fiának Markalffal való tréfabeszédeknek rövid könyve (szerk. Dézsi Lajos), Dunántúl Könyvkiadó és Nyomda R.-T., Pécs, 1930, 49 p
  - Salamon és Markalf históriája – Markalf meséje és ötven találós kérdés – Salamon királynak, az Dávid király fiának Markalffal való tréfabeszédeknek rövid könyve (szerk. Lengyel Dénes), Budapest, 1943, 57 p